# 펜실베이니언 (열차)
펜실베이니언(영어: Pennsylvanian)은 미국 뉴욕주 뉴욕 펜실베이니아 역부터 펜실베이니아주 피츠버그 유니언 역까지 운행되는 지역철도이다.

## 개요
이 열차는 암트랙의 노선 중 매일 운행하는 노선으로 2013년 통계에서 218,997명이 이 노선을 이용했다. 이는 2012년 기준으로 연간 212,006명에 비해 6,991명이 증가했다. 키스톤, 노스이스트 코리더 노선을 따라 미국 뉴욕주 뉴욕 펜실베이니아 역부터 펜실베이니아주 해리스버그 해리스버그 역까지 동일하게 운행하며 해리스버그 해리스버그 역부터 펜실베이니아주 피츠버그 유니언 역까지 노퍽 서던 철도의 선로를 따라 운행한다.

## 운행 노선

암트랙 펜실베이니언 노선도 (interactive map)

## 사진

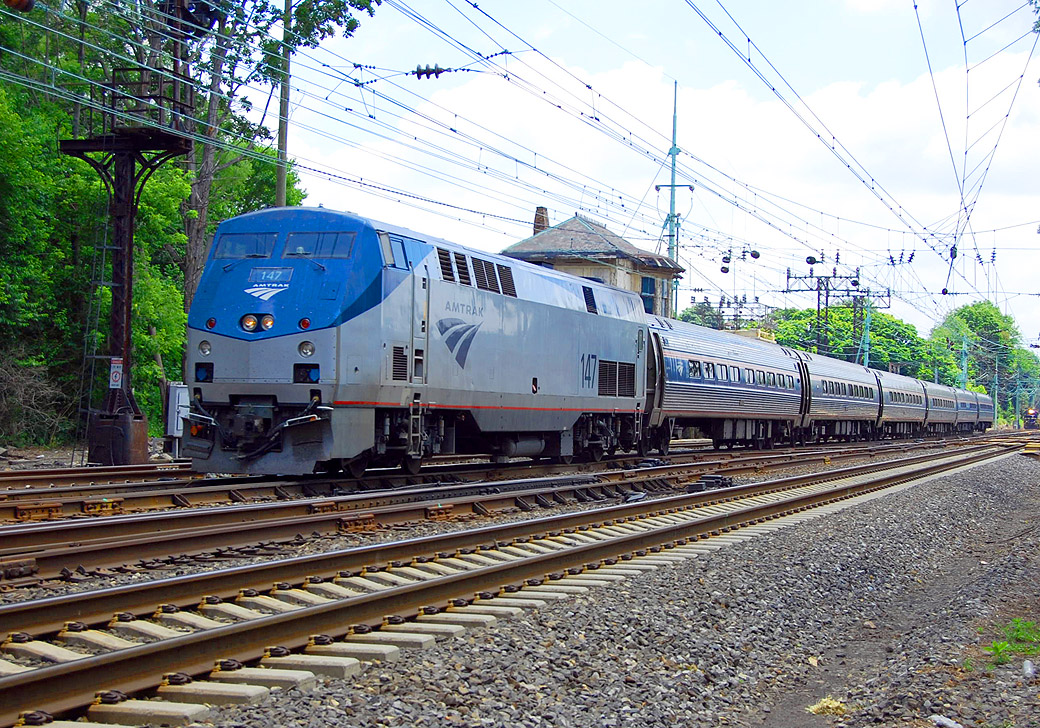
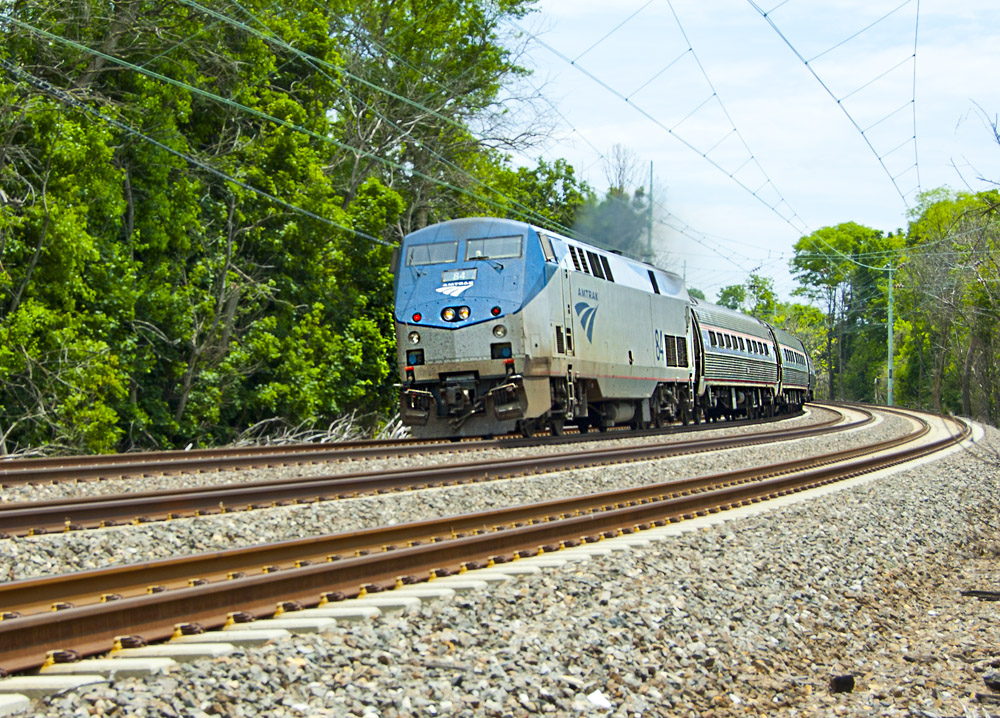
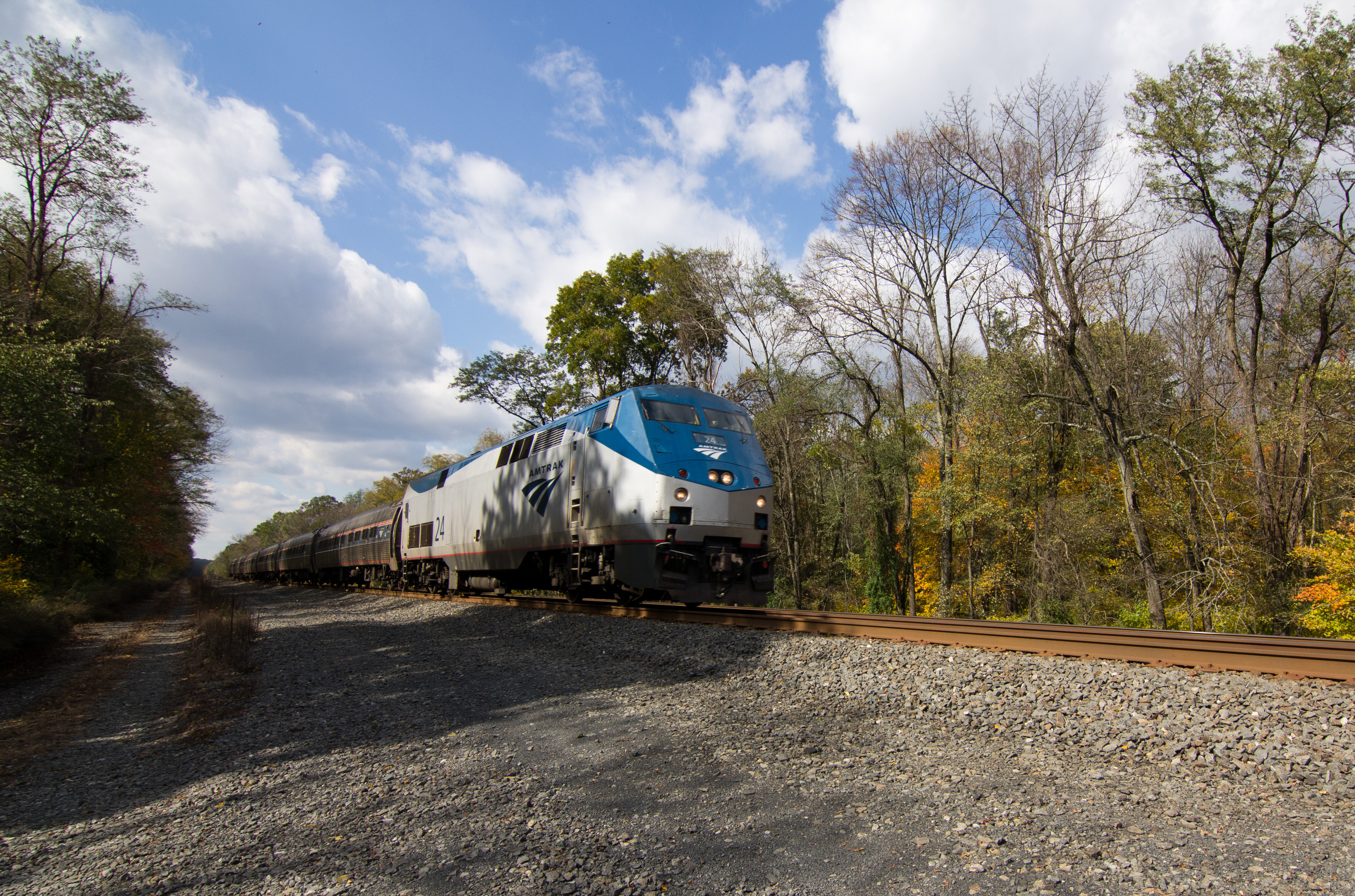
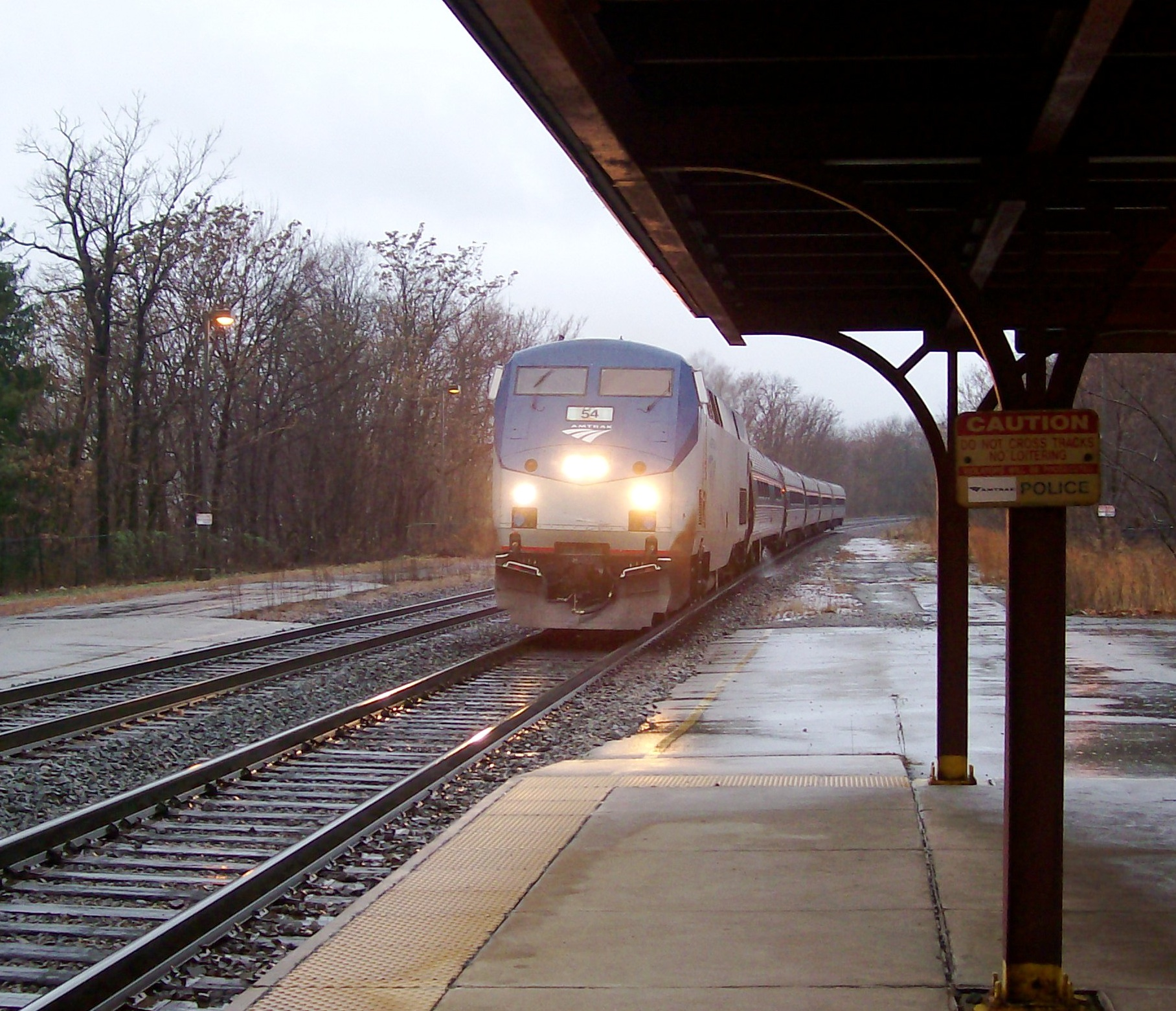
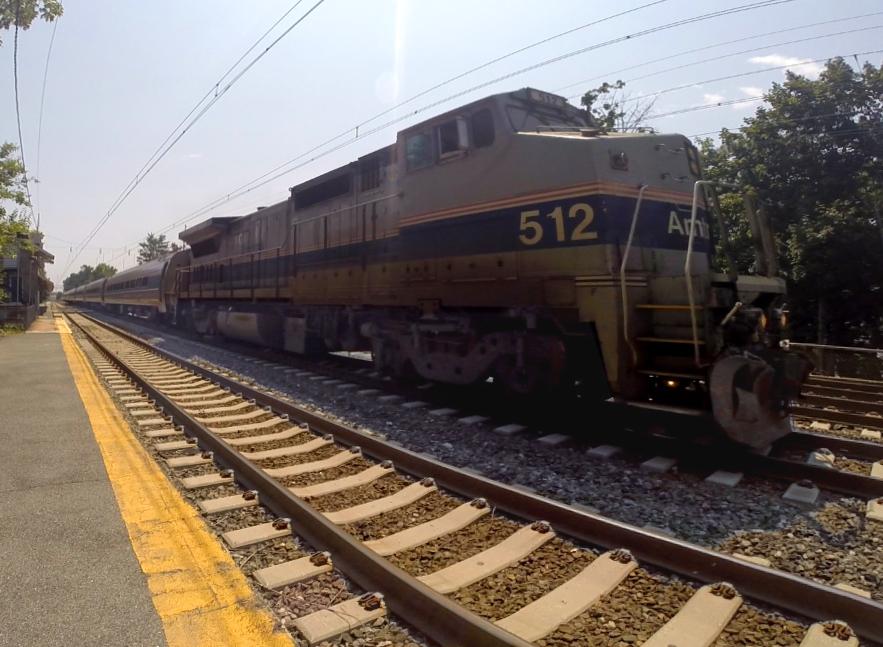
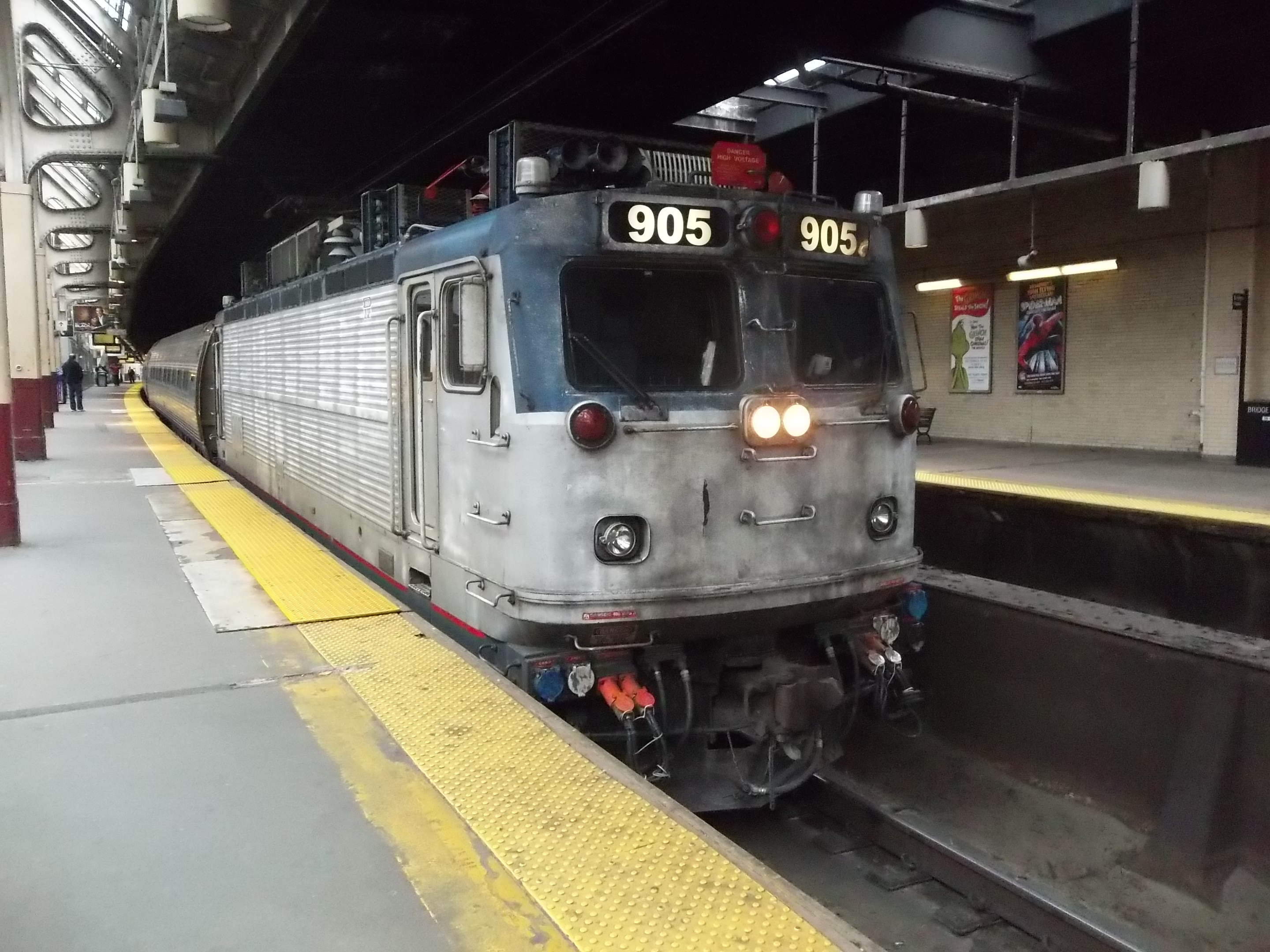